# ŽFK Banat Bagljaš Zrenjanin
Železnički fudbalski klub Banat Bagljaš Zrenjanin srbijanski je nogometni klub iz Zrenjanina. Trenutačno se natječe u PFL Zrenjanin.

## Povijest
ŽSK je osnovan u ožujku 1922., a registriran 15. lipnja 1922. Godine 1925. imao je lakoatletsku i nogometnu sekciju. Klupske boje 1932. bile su crvena i plava.
ŽSK je prestao djelovati tijekom Drugog svjetskog rata. Obnovljen je početkom 1945., a tijekom jeseni iste godine mijenja ime u Železničar. Železničar, Borac i Zrenjanin (nastao 1946. spajanjem Obilića i Radničkog) spojili su se 27. lipnja 1947. u Proleter. U Zrenjaninu je 1947. postojala i Lokomotiva koja 1948. mijenja ime u Železničar. Železničar tijekom ljeta 1956. mijenja ime u ŽFK Banat.